# Adolph Warner van Pallandt van Beerse
Adolph Warner baron van Pallandt van Beerse (Beerse (Ambt Ommen), 29 februari 1780) - Zwolle, 27 december 1848) was een Nederlands politicus.
Van Pallandt van Beerse was een Eerste Kamerlid uit Overijssel ten tijde van de koningen Willem I en Willem II, die in 1848 - na langdurige afwezigheid - op verzoek van de koning bedankte voor het lidmaatschap. Zo werd de weg vrijgemaakt voor benoeming van hervormingsgezinde senatoren. Toen hij in 1822 Eerste Kamerlid werd, zat zijn vader ook in de Senaat.
- Biografisch Portaal: 33984676
- Digitale Bibliotheek voor de Nederlandse Letteren: pall028
- Parlement.com: vg09llrzdpt3